# 볼러 앤드 치벤스

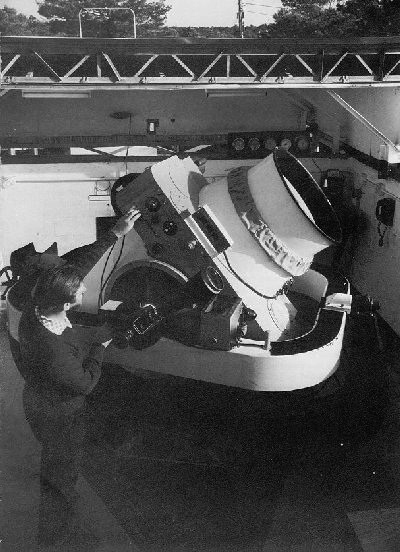
베이커-넌(Baker-Nunn) 위성 추적 카메라.

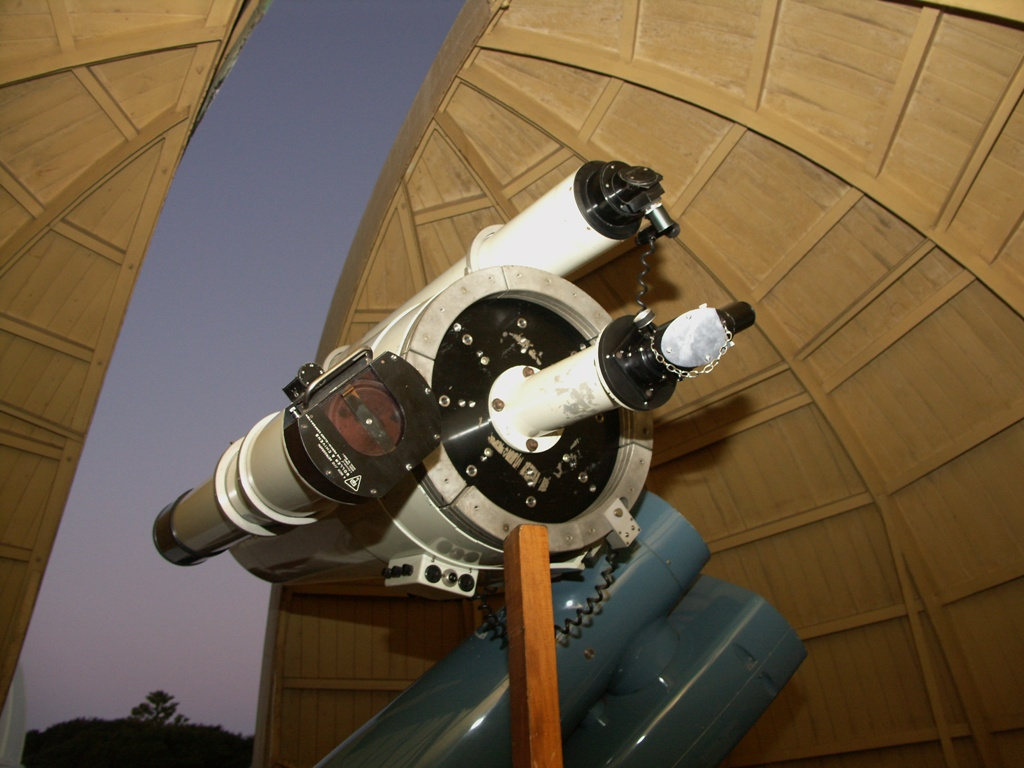
뉴질랜드 웰링턴의 카터 천문대 에 있는 루스 크리스프 망원경은 볼러 앤드 치벤스사가 제작한 41cm(16인치) 카세그레인식 반사망원경이다.

볼러 앤드 치벤스(Boller and Chivens)사는 미국 캘리포니아주 사우스 패서디나에 본사를 두었던 고품질 망원경과 분광기 제조업체이다.

## 역사
해리 버솔드 볼러(Harry Berthold Boller, 1915-1997)와 클라이드 쿠스버트슨 치벤스(Clyde Cuthbertson Chivens, 1915-2008)에 의하여 1946년에 설립되었다. 1965년 퍼킨-엘머사에 인수되었다.
1950년대에 볼러 앤드 치벤스사는 퍼킨-엘머사와 협력하여 미국 뱅가드 우주 위성 프로그램을 위한 대구경의 베이커-넌 위성 추적 카메라를 개발, 생산하였다.
대한민국 소백산 천문대에 있는 리치-크레티앙 방식의 구경 61cm 망원경의 제조사이다.

## 문화에서
매사추세츠주의 하버드-스미스소니안 천체물리학 센터 오크리지 천문대에 원래 설치되어 있던 41cm(16인치) 볼러 앤드 치벤스 카세그레인식 반사망원경은 워싱턴 DC의 내셔널 몰에 있는 국립 항공 우주 박물관의 공공 천문대 프로젝트에서 공개적으로 사용할 수 있다.